# Magnistipula multinervia
Espèce
Statut de conservation UICN

 CR D : 
En danger critique
Magnistipula multinervia est une espèce de plantes à fleurs de la famille des Chrysobalanaceae et du genre Magnistipula. Elle est endémique du Cameroun : on ne la trouve que dans le parc national de Korup, où elle a été découverte par le botaniste Xander van der Burgt en 2010. 

## Étymologie
L'épithète spécifique multinervia fait référence aux multiples nervures des stipules.

## Description
Ce grand arbre du genre Magnistipula peut atteindre jusqu'à 41 mètres de haut. Le tronc peut faire jusqu'à 57 centimètres de diamètre. Ses fleurs sont de couleur marron clair avec quelques pétales blancs. Les fleurs ne tombent pas de l'arbre après la floraison. Les fruits ont la taille de petites pommes et sont mangés par les colobes rouges. Le noyau unique du fruit a la taille d'une cerise.

## Répartition et habitat
C'est un arbre préférant le milieu de la forêt tropicale et des sols sablonneux. L'espèce est circonscrite au parc national de Korup. 
Il s'agit d'une espèce fortement menacée du fait du faible nombre de spécimens recensés, seulement quatre arbres à ce jour.  